# پیترو پائولو نالدینی
پیترو پائولو نالدینی (ایتالیایی: Pietro Paolo Naldini؛ ‏ ۱۰ ژوئن ۱۶۱۶ – ۱ ژانویهٔ ۱۶۹۱) مجسمه‌ساز و نقاش اهل ایتالیا بود. تخصص وی در زمینهٔ ساخت مجسمه‌های با درونمایهٔ مذهبی و به‌ویژه فرشتگان بود. او پیش‌تر با جان لورنتسو برنینی همکاری می‌کرد.